# Lex Gabinia
Lex Gabinia (voluit Lex Gabinia de piratis persequendis) was een wet uit 67 v.Chr. in de Romeinse Republiek, genoemd naar volkstribuun (tribunus plebis) Aulus Gabinius, die de wet had voorgesteld.
De wet gaf Pompeius toestemming, door hem een imperium extraordinarium te verlenen, om de piraten uit Cilicië (in het zuiden van hedendaags Turkije), die destijds de Middellandse Zee terroriseerden, te bestrijden. Dit was noodzakelijk geworden omdat de piraten de zeehandel verstoorden, waardoor de graantoevoer naar Rome werd bedreigd. Pompeius werd een grote krijgsmacht ter beschikking gesteld: een vloot van 500 schepen, 120.000 soldaten en 5000 ruiters. Deze mocht hij naar believen inzetten op zee en te land tot 50 Romeinse mijlen van de kust in alle gebieden aan de Middellandse Zee: destijds besloeg dit vrijwel het gehele Romeinse Rijk.
Hoewel Pompeius bij het volk (plebs) zeer geliefd was, aarzelde de Senaat om zoveel macht aan één persoon te verlenen. Het was pas 15 jaar geleden dat Sulla alleenheerser werd: als dictator van Rome zou deze tienduizenden welgestelden, waaronder senatoren en ex-consuls, hebben laten ombrengen. De onmiddellijke dreiging van de piraten noodzaakte de Senaat echter om Pompeius de volmachten te verlenen. Men dacht in Rome dat hij drie jaar nodig zou hebben om de zaak te voltooien, maar Pompeius wist de klus in 89 dagen te klaren.

## Anderelex Gabinia
Naast deze lex Gabinia bestond er nog een andere lex Gabinia, voluit Lex Gabinia tabellaria geheten, uit 139 v.Chr. Deze wet werd door de tribunus plebis Aulus Gabinius ingesteld, waardoor voor verkiezingen in de comitiae de geheime stemming door middel van tabellae of tesserae werd ingevoerd.